# Zemětřesení v Hondurasu 2018
K zemětřesení v Hondurasu došlo 9. ledna 2018 pozdě večer místního času. Síla zemětřesení byla  7,6 a jeho epicentrum se nacházelo poblíž Swan Islands v Karibském moři, které jsou ale téměř neobydleny. V departementu Gracias a Dios na východě Hondurasu mělo zemětřesení intenzitu V (Málo silné) na Mercalliho stupnici. 
Samotné zemětřesení bylo tak silné, že ho zaznamenaly seismografy po celém světě.[zdroj?]